# Sínodes provincials visigots
Els Sínodes provincials del Regne visigot de Toledo eren reunions de bisbes de cadascuna de les províncies: Tarraconense, Narbonense, Cartaginense, Bètica, Lusitània i Galícia.
Els Sínodes provincials tractaven teòricament temes eclesiàstics, sovint originats a la província, però la vigència dels quals s'estenia a les altres províncies.
Se celebraven en una església metropolitana que romania tancada als fidels, entrant els participants per una única porta vigilada pels ostiaris (ostiarii = porters). Els bisbes s'asseien en cercle per ordre d'antiguitat, i quan ja estaven col·locats entraven alguns capellans que podien assistir, que també s'asseien, col·locant-se darrere dels bisbes; després accedien els diaques amb dret a fer-ho, que romanien drets; finalment entraven els laics convidats, al costat dels seus secretaris (notarii) que redactarien les actes (cap membre el clero inferior podia assistia als Sínodes).
Tots ja en els seus llocs es tancava la porta vigilada pels ostiaris. S'iniciava llavors una sessió protocol·lària de resades i preàmbuls. Després el metropolità sol·licitava la presentació dels temes per ordre (cadascuna havia de presentar-se després de ser tractada l'anterior). Tractats els temes es cridava a aquells clergues o laics que havien quedat fora i tinguessin alguna cosa que dir doncs qualsevol podia presentar queixes contra Bisbes, jutges, nobles o qualsevol altra persona. L'ardiaca recollia les queixes presentades i les presentava a la reunió i si era adequat el demandant era cridat per parlar. Si la petició o queixa era acceptava es comunicava a un funcionari real (executor) per fer comparèixer davant el Sínode a la persona demandada. Tancats tots els casos acabava el Concili amb unes oracions (per a Déu i el rei) i la signatura de les actes (el primer signant era el metropolità)